# Thuit-Hébert
Thuit-Hébert är en kommun i departementet Eure i regionen Normandie i norra Frankrike. Kommunen ligger i kantonen Bourgtheroulde-Infreville som tillhör arrondissementet Bernay. År 2017 hade Thuit-Hébert 312 invånare.

## Befolkningsutveckling
Antalet invånare i kommunen Thuit-Hébert
Referens:INSEE